# 萊昂納斯·耶澤爾斯卡斯
萊昂納斯·耶澤爾斯卡斯（1925年7月18日—2018年6月8日）是立陶宛的一位鳥類學家，長期擔任塔達斯·伊瓦納斯卡斯動物學博物館文特角鳥類繫放站分部的負責人。

## 生平
萊昂納斯·耶澤爾斯卡斯於1925年出生於立陶宛考那斯區的羅卡伊，1947年畢業於考那斯第六中學，後畢業於考那斯醫學實驗學校，在立陶宛科學院動物學研究所下的博物館工作，並曾赴莫斯科學習剝製標本的製作，1956年他畢業於立陶宛教育學院（今立陶宛教育大學），隨後至考那斯的塔達斯·伊瓦納斯卡斯動物學博物館工作，並曾負責管理博物館的經費。
1954年起耶澤爾斯卡斯即在文特角賞鳥並參與鳥類繫放工作，1974年起長期擔任博物館於文特角鳥類繫放站分部的負責人，期間設計了新的之字形捕鳥陷阱，並改善了繫放鳥類的方法。1950年至1973年耶澤爾斯卡斯均為立陶宛「鳥類日」（Paukščių dienų）活動的組織者之一。
1992年耶澤爾斯卡斯因對科普教育的貢獻，獲頒塔達斯·伊瓦納斯卡斯鳥類學獎（T. Ivanausko premija）。

## 著作
耶澤爾斯卡斯著有《文特角鳥類站的鳥類繫放》（Paukščių žiedavimas Ventės rago ornitologinėje stotyje，1989年出版），與人合著《文特角鳥類繫放站》（Ventės ragas. Ornitologinė stotis，2007年出版），並參與編纂立陶宛紅皮書。